# Reserva Florestal de Recreio da Falca

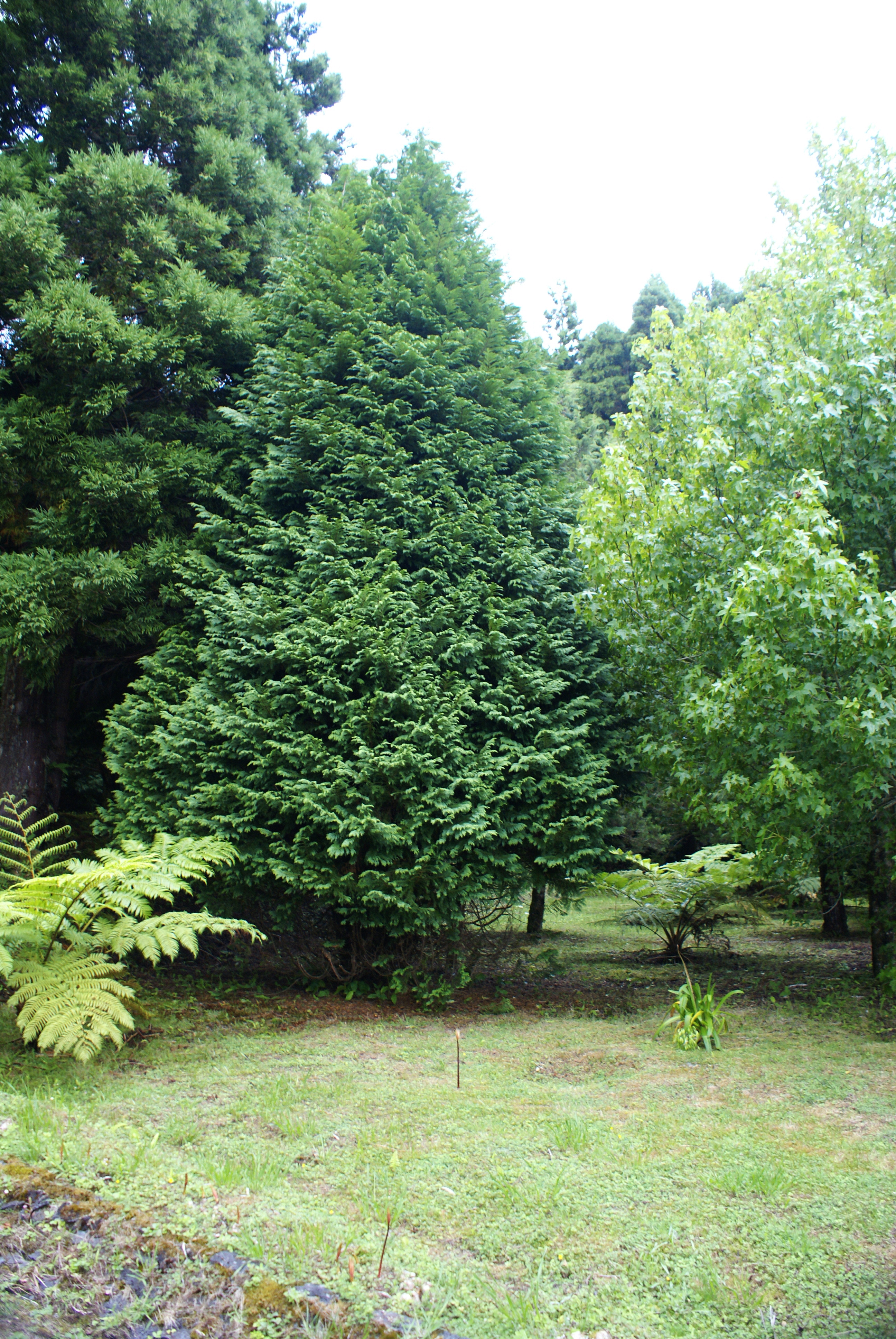
Reserva florestal da Falca, floresta.

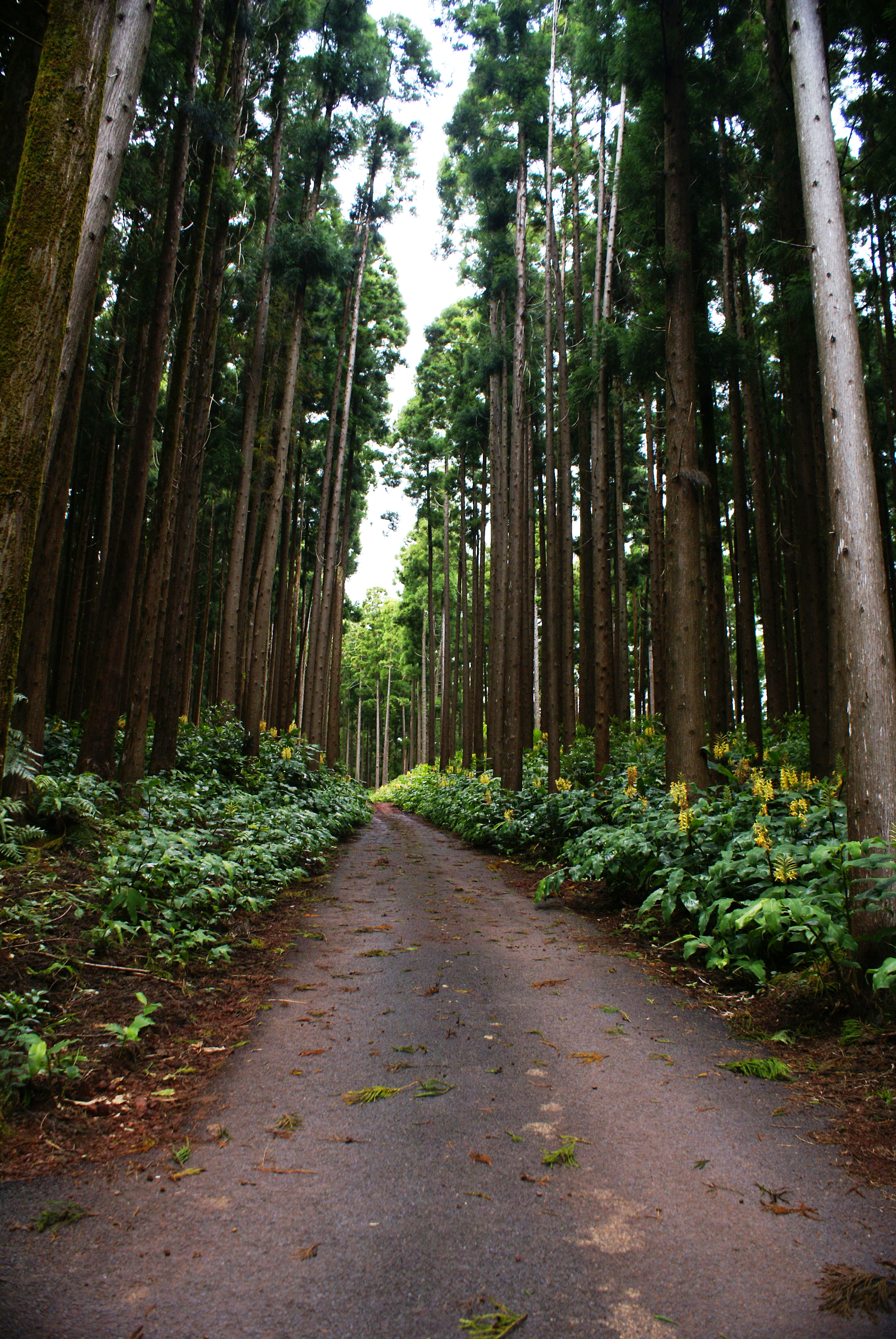
Reserva florestal da Falca, caminhos.

A Reserva Florestal de Recreio da Falca é um espaço florestal de recreio que se localiza na freguesia dos Flamengos, concelho da Horta, arquipélago dos Açores.
Esta reserva florestal que se estende por 14 hectares, apresenta árvores de grande porte, particularmente resinosas da família das coníferas, fetos arbóreos que pululam por entre várias outras espécies endémicas da Macaronésia, típicas das florestas da Laurissilva.
A sua localização a 400 metros de altitude confere-lhe um clima fresco de altitude facto que o leva a ser muito procurado principalmente no Verão quando o calor é mais intenso e que também está aliado à existência de estruturas para piqueniques.
Aqui é também de destacar a existência de uma grande área coberta por florestas de criptoméria.

## Espaços protegidos na Ilha do Faial
- Paisagem Protegida do Monte da Guia
- Parque Natural Regional do Canal e Monte da Guia
- Poço das Asas
- Reserva Natural da Caldeira do Faial
- Reserva Florestal do Cabouco Velho
- Reserva Florestal do Capelo
- Reserva Florestal Parcial do Cabeço do Fogo
- Reserva Florestal Parcial do Vulcão dos Capelinhos
- Reserva Natural do Morro de Castelo Branco
- Zona de Protecção Especial para a Avifauna do Vulcão dos Capelinhos
- Zona de Protecção Especial para a Avifauna da Caldeira do Faial